# 第66回朝日新聞社杯競輪祭
第66回朝日新聞社杯競輪祭は、2024年11月19日〜24日まで、小倉競輪場で開催された競輪のGI競走である。優勝賞金は4,790万円（副賞含む）。
大阪・関西万博協賛 第66回朝日新聞社杯競輪祭・第2回競輪祭女子王座戦の名称で開催された。

## KEIRINグランプリ2024への道のり
当大会は、当年12月30日に静岡競輪場で行われる、KEIRINグランプリ2024の出場権をかけた最後の一戦となる。当大会開幕直前までに、同レースへの優先出場権を得た選手は以下の4名。
| 郡司浩平 | 第39回読売新聞社杯全日本選抜競輪 優勝                                     |
| 平原康多 | 第78回日本選手権競輪 優勝                                                 |
| 北井佑季 | 第73回高松宮記念杯競輪 優勝                                               |
| 古性優作 | 第67回オールスター競輪・第33回寬仁親王牌・世界選手権記念トーナメント 優勝 |

当大会の開幕時点において、上記の優先出場権獲得者以外で賞金ランキング上位者からは、5位の清水裕友は誰が優勝しても圏外に落ちる見込みはなく確実。あと、6位の眞杉匠もほぼ確実な状況にあり、実質的には残り3枠となっている。7位の新山響平、8位の脇本雄太については自身が優勝するか上位者の中から優勝者が出ればほぼ確実となるが、9位の岩本俊介については圏外から優勝者が出るか、または500万円以上の差があるとはいえ10位の深谷知広に交わされると逆に自身が圏外になりえるという状況。また、2024年のS級S班の中で13位の佐藤慎太郎・16位の松浦悠士は決勝2着以上が最低条件、30位の山口拳矢は当大会制覇以外だとS班から陥落する非常に厳しい状況となっている。
- なお、10月の世界選手権＜英語版＞男子ケイリンにおいて山崎賢人が優勝したが、当年の特例出場は『パリオリンピック男子ケイリン優勝』が条件となっていたため、山崎は特例での出場はならなかった。

このような状況下で、第66回の競輪祭が行われた。

## レースプログラム
6日間で各5走。
1次予選では各2走して、着順に応じたポイント（数値設定は前回大会同様）の合計上位選手が、4日目の2次予選に進出した（1-9位はダイヤモンドレースへ）。
|     | 1着 | 2着 | 3着 | 4着 | 5着 | 6着 | 7着 | 8着 | 9着 | 棄権 |
| --- | --- | --- | --- | --- | --- | --- | --- | --- | --- | ---- |
| 1走 | 10  | 9   | 8   | 7   | 6   | 5   | 4   | 3   | 2   | 1    |
| 2走 | 13  | 11  | 9   | 7   | 6   | 5   | 4   | 3   | 2   | 1    |

結果的に進出ボーダーラインは、2次予選Aが15ポイント、2次予選Bが12ポイント（11名中のうち9名）となった。
大会前半3日間には、ガールズケイリンのGI（第2回競輪祭女子王座戦）が組み込まれており、同大会終了後にガールズグランプリ2024の出場者7名が決定した。なお、当項目では女子王座戦決勝戦についても触れる。
前年とは異なり、女子王座戦は初日予選も男子戦（競輪祭）の前となった。なお、2日目準決勝戦（2レース）と最終日決勝戦は従来通り男子戦のあと、最終盤で行われた。

## 決勝戦

### 配当金額
|    | 2枠連 | 2枠連     |     | 2車連        | 2車連 | 3連勝         | 3連勝       | ワイド                           | ワイド |
| -- | ----- | --------- | --- | ------------ | ----- | ------------- | ----------- | -------------------------------- | ------ |
| 複 | 2=5   | 740円0(3) | 2=7 | 2,180円00(8) | 1=2=7 | 1,310円00(3)  | 2=7 1=2 1=7 | 670円0(10) 230円00(1) 410円00(4) |        |
| 単 | 2-5   | 860円0(3) | 2-7 | 3,180円0(11) | 2-7-1 | 10,270円0(31) | 2=7 1=2 1=7 | 670円0(10) 230円00(1) 410円00(4) |        |

### 競走成績
- 11月24日（日）第12レース[8][9][10][11][12]　誘導員…大坪功一（福岡）[13][14]

| 着  | 番 | 選手名   | 齢 | 府県   | 期別 | 班 | 着差  | 上り | 決手   | SJHB | 状況           |
| --- | -- | -------- | -- | ------ | ---- | -- | ----- | ---- | ------ | ---- | -------------- |
| 1   | 2  | 脇本雄太 | 35 | 福 井  | 94   | S  |       | 10.9 | 捲り   | B    | 走注（内圏線） |
| 2   | 7  | 犬伏湧也 | 29 | 徳 島  | 119  | 1  | 1身   | 10.9 | マーク |      |                |
| 3   | 1  | 松浦悠士 | 33 | 広 島  | 98   | S  | 3身   | 11.0 |        |      |                |
| 3.5 |    |          |    |        |      |    |       |      |        |      |                |
| 4   | 9  | 浅井康太 | 40 | 三 重  | 90   | 1  | 3/4身 | 10.9 |        |      |                |
| 5   | 3  | 荒井崇博 | 46 | 長 崎  | 82   | 1  | 1身   | 11.0 |        | S    |                |
| 6   | 8  | 菅田壱道 | 38 | 宮 城  | 91   | 1  | 3/4輪 | 11.0 |        |      |                |
| 7   | 5  | 松谷秀幸 | 42 | 神奈川 | 96   | 1  | 1/2身 | 10.9 |        |      |                |
| 8   | 6  | 村上博幸 | 45 | 京 都  | 86   | 1  | 1身   | 11.3 |        |      |                |
| 9   | 4  | 寺崎浩平 | 30 | 福 井  | 117  | 1  | 大差  | 13.1 |        | JH   |                |

### 補足
準決勝を終えた時点で佐藤慎（2予B敗退）、山口拳（2予A敗退）、深谷（準決勝敗退<落棄>）のS班からの陥落が決まった。また、脇本を除く決勝進出者の内2位入賞で上位8名の賞金を越せる者が存在しない為、この時点で清水・眞杉・新山・脇本のKEIRINグランプリ2024への出場が確定した。この結果残るグランプリへの枠は一枠となるが、獲得者の条件は以下のようになる。
①脇本以外の人物が優勝→その人物が出場権を獲得
②脇本が優勝し、松浦が2着→松浦が出場権を獲得
③脇本が優勝し、松浦が3着以下→岩本が出場権を獲得
決勝戦の結果、脇本が優勝、松浦は3着であったため、上記③の通り、最後の1枠は岩本が勝ち取り、北井とともにグランプリ初出場を決めた。補欠は、松浦に約300万円差を付けた犬伏。これにより、松浦もS班陥落となった。

## 女子王座戦決勝戦

### 配当金額
|    | 2車連 | 2車連     | 3連勝 | 3連勝       | ワイド      | ワイド                           |
| -- | ----- | --------- | ----- | ----------- | ----------- | -------------------------------- |
| 複 | 1=3   | 250円0(1) | 1=3=4 | 740円0(3)   | 1=3 1=4 3=4 | 130円00(1) 220円00(4) 630円0(10) |
| 単 | 1-3   | 340円0(1) | 1-3-4 | 1,640円0(5) | 1=3 1=4 3=4 | 130円00(1) 220円00(4) 630円0(10) |

### 競走成績
- 11月21日（木）第12レース[20][21][22]

| 着 | 番 | 選手名   | 齢 | 府県   | 期別 | 級班 | 着差  | 上り | 決ま り手 | S/J H/B | 個人 状況      |
| -- | -- | -------- | -- | ------ | ---- | ---- | ----- | ---- | --------- | ------- | -------------- |
| 1  | 1  | 佐藤水菜 | 25 | 神奈川 | 114  | L1   |       | 11.8 | 捲り      |         | 重注（斜行）   |
| 2  | 3  | 太田りゆ | 30 | 埼玉   | 112  | L1   | 3/4身 | 12.1 | 逃げ      | JHB     |                |
| 3  | 4  | 當銘直美 | 28 | 愛知   | 114  | L1   | 1/4輪 | 11.8 |           |         |                |
|    |    |          |    |        |      |      |       |      |           |         |                |
| 4  | 7  | 石井貴子 | 34 | 千葉   | 106  | L1   | 1/2身 | 12.0 |           |         |                |
| 5  | 2  | 久米詩   | 25 | 静岡   | 116  | L1   | 3/4身 | 12.0 |           |         | 重注（外帯線） |
| 6  | 6  | 尾崎睦   | 39 | 神奈川 | 108  | L1   | 3/4身 | 12.0 |           |         |                |
| 7  | 5  | 梅川風子 | 33 | 東京   | 112  | L1   | 1/4輪 | 12.2 |           |         | 重注（斜行）   |

### 補足
年末のガールズグランプリ出場権を賭けた最後の戦いである本大会は、既に同年のGIであるオールガールズクラシックを優勝した児玉碧衣、パールカップを優勝した石井貴子（106期）を除く5枠を賭けた争いとなった。なお、佐藤水菜が10月の世界選手権・女子ケイリンで優勝したが、当年はパリオリンピックで優勝することが特例での出場権獲得の条件であったため、この時点では佐藤は特例での出場権獲得とはならなかった。
本大会開催直前の時点で、GP選考用賞金ランキングは、首位が坂口楓華、2位が尾崎睦、3位が児玉碧衣（獲得済み）、4位が尾方真生、5位が石井寛子、6位が石井貴子（獲得済み）、7位が吉川美穂、8位が奥井迪。このうち坂口、尾崎、尾方の3名は、誰が本大会を優勝しても圏外に転落する見込みはなく当確であり、実質的に残り2枠を争う形となった。もし圏外から優勝者が誕生すれば、残りは1枠となるが、その場合は石井寛子、吉川美穂、奥井迪あたりで争う図式になる。ただ、石井寛子が既に吉川に120万円近く差を付けていたため、順当にいけば石井寛子となるが、前回大会のように石井寛子が予選敗退、吉川が決勝戦に進出し確定板に乗るようなことがあれば逆転するという状況もあり得る中で開幕した。
決勝戦の結果を受けて、佐藤水菜が本大会初制覇、年末のグランプリ出場権を獲得。最後の1枠は、吉川が初日予選で敗退したため逆転することはなくなり、そのまま石井寛子が2年ぶりとなるグランプリ出場権を獲得し、グランプリ出場選手7名が決定した（補欠は吉川美穂）。

## 特記事項
- 前年同様、競輪祭期間中の昼間には「KEIRINフェスティバル」（FI）を実施。前半3日間（19日〜21日）は大宮と別府で、後半3日間（22日〜24日）は伊東温泉と玉野で、それぞれ開催された。

- 今大会のキャッチフレーズは、「見逃すな! 変幻自在の輝き」。

- 今回は、開催期間中の小倉競輪場の入場料を無料とした。また、今回も2025年日本国際博覧会（大阪・関西万博）協賛レースとなった[31]。競輪祭の表彰式には、マスコットキャラクターのミャクミャクも出席した。

- 初日の開会式での選手宣誓は、地元・福岡支部所属で小倉がホームの北津留翼と前年同様に久留米がホームの児玉碧衣が行った[32]。また、開会式では冒頭にバンク内で高橋洋子のスペシャルミニライブ[注 3]が行われた。このほか同日は第11レース終了後、バンク内にて、10月にデンマーク・バレラップ＜英語版＞で開催された2024 世界選手権自転車競技大会トラックレース＜英語版＞においてメダルを獲得した山崎賢人、窪木一茂、太田海也、小原佑太、佐藤水菜の5名に対する報奨金授与式を実施した[33][34][35]。

- 女子王座戦の表彰式での花束贈呈は柔道の角田夏実（当日はトークショーで来場）が、ダイヤモンドレースと競輪祭決勝戦での表彰式の花束贈呈はスペースエンジェルズ[36]の黒田ふみかが務めた。

- 今年も女子王座戦は単独の目標額は設定されなかったが、3日間の売上は前年を下回る13億8373万7600円[37]だった。なお、各日ごとの売上額は、初日3億778万6700円[38]、2日目4億6459万9700円[39]、最終日6億1135万1200円[40]。また、決勝戦の売上は3億2710万6300円[41]だった。

- シリーズ全体の目標額は140億円[42]であったが、シリーズ6日間全体の総売上は前年比0.9%増の132億643万8700円[43]で、目標額を大きく下回った。なお、各日ごとの入場者数・売上額は、初日入場4,365人・売上17億5597万8000円[44]、2日目入場3,243人・売上17億3363万8100円[45]、3日目入場3,656人・売上19億2058万4100円[46]、4日目入場3,610人・売上20億5020万4000円[47]、5日目入場10,690人[注 4]・売上24億2216万4100円[48]、最終日入場15,781人[注 5]・売上33億2387万400円[49]。また、決勝の売上は14億1586万1100円だった。

### 放送関係
- 地上波の決勝戦中継は最終日の20:00 - 20:55[注 6]に、テレ東《TXN系列・BSテレ東 全7局ネット・TVerでも同時&見逃し配信を実施》「世界中から厳選！奇跡の瞬間アワード ～第66回朝日新聞社杯競輪祭（GI）決勝戦～」にて放送された[50][51][52]。今回は、2020年以来4年ぶりに『デカ盛りハンター』以外の番組とコラボレーションしての放送となった[注 7]。小倉現地からの中継の司会は春日俊彰（オードリー）と狩野恵里アナウンサーが担当。リポーターは女子王座戦と共通で中根舞美アナ、中継の解説も女子王座戦と共通で中野浩一、実況も共通に板垣龍佑アナが担当。なお、深夜ダイジェストはBSのみの女子王座戦も含めて放送されなかったが、競輪祭のみ当日のスポーツ リアライブ〜SPORTS Real&Live〜の冒頭でもダイジェスト放映された。

- 今回も女子王座戦は、地上波の中継は組まれなかった。代替としてBS放送では、BSテレ東にて3日目[注 8]の20:00 - 20:54に『ガールズケイリンパーティー ～第2回競輪祭女子王座戦（GI）決勝戦～』にて放映された[53][注 9]。

- 決勝戦中継とは別に、テレ東《TXN系列 全6局ネット》にて17日の16:00 - 16:35に女子王座戦の事前特番として「今日もどこかで誰かが戦っている！第4章」を放送した[54][注 10]。また、開催最終日の24日の16:00 - 17:15にもこちらも事前特番として「チャリ飯旅8」を放送した[注 11]。

- 5日目の準決勝は、最終第12レースのみBSよしもと『競輪LIVE!チャリロトよしもと』の特番『チャリロトよしもと特別版 今年の競輪王は誰だ!? GI競輪祭 決勝前日SP』でも放送された[注 12]。

### 競走データ
- 2002年4月より使用されてきたユニフォームを着用して行われた、最後のGIとなった[55]。なお、今回出場していた山口富生は現在のユニフォームで最初に行われたGIである同年の高松宮記念杯競輪（大津びわこ・廃止）を制している。

- 男女とも、9月25日に出場選手（男子正選手108名・補欠8名、女子正選手28名・補欠2名）が決定となった[56][57]。男子108人のうち20代は21人（25歳以下は6人）だった[58]。

- S級S班は、9人全員が出場した。清水裕友は3日目の一次予選2で、佐藤慎太郎は4日目の二次予選Bで、山口拳矢は同日の二次予選Aで、新山響平（10R）・眞杉匠（11R）・深谷知広（12R落車棄権）・古性優作（12R斜行失格・2位入線[59]）は5日目の準決勝で、敗退となった。なお、佐藤・山口・深谷はS級S班からの陥落が決まった。さらに決勝3着の松浦悠士も6年連続のGP出場を逃した。前年GP覇者の陥落は、KEIRINグランプリ2020の和田健太郎以来。残る1人の脇本雄太が優勝を果たした。

- 山口富生は、今大会で54歳10か月13日にてGI出場を果たし、自身が持つ最年長GI出場記録を更新した（2023年末時点でのGI最年長出場記録は、神山雄一郎の54歳4か月2日[60]）。また、最終日第1レース（一般）において1着となり[61]、GIレース最年長勝利記録も達成した[62]。

- 平原康多は、今大会で朝日新聞社杯競輪祭の連続20回出場記録を達成し、開会式において表彰された[63]。

- 女子王座戦の選手入場曲は、前年同様に決勝戦を除き『FLY』（ALLY&DIAZ feat.MINMI&SATOSHI from 山嵐）。なお、ファンファーレも全レース通常のGI用が使われた（決勝戦のみ決勝戦用）。

- 今開催の男子でギア比3.92または3.93以外で出走したのは、補充の嶋田誠也（3.79で2走）[13][64]のみだった。

- 4日目第7レース（二次予選B）において、北井佑季と山崎賢人が2着同着となった[65]。二次予選Bにおいては準決勝勝ち上がりは2着までであり、一次予選での獲得ポイントは北井、山崎ともに13と同点であったことから、選考順位上位の北井が準決勝に進出した（北井は13位、山崎は20位[66]）[67]。

- 今回、GI決勝戦初進出はいなかったが、村上博幸が2020年の第35回読売新聞社杯全日本選抜競輪以来4年ぶりとなる決勝進出を果たした。また、松谷秀幸は元プロ野球選手として本年の第39回読売新聞社杯全日本選抜競輪に次いで2回目のGI決勝戦進出を果たした。一方、今大会では松浦悠士（4連勝）と脇本雄太が2年連続で決勝戦に進出した。

- 荒井崇博が優勝すれば松本整が持つGI最年長優勝記録を更新するところであったが、5着となった。

- 脇本雄太が優勝したことで、近畿勢としては第7回の加藤晶（1965年）以来59年ぶりの優勝となり[68]、さらにグランドスラムに王手をかけた（残るは全日本選抜。達成すると7冠では史上初のグランプリスラムともなる）[69]。